# 板垣恵介
板垣 恵介（いたがき けいすけ、1957年4月4日 - ）は、日本の漫画家、元陸上自衛隊第一空挺団所属。北海道釧路市出身。本名は板垣 博之（いたがき ひろゆき）。刃牙や餓狼伝に代表される格闘技を題材とした作品を書いている。既婚者で三女の父親であり、三女は、同じく漫画家の板垣巴留。

## 来歴・人物
少年時代から格闘家に対する憧れが強く、阿寒高校時代には少林寺拳法に励み、二段位を取得した。高校卒業後、一旦は地元企業に就職するも、間もなく退職した。

### 陸上自衛隊に所属
20歳のときに陸上自衛隊に入隊し、陸自屈指の精鋭部隊である第1空挺団に約5年間所属した。その間、アマチュアボクシングで国民体育大会に出場したこともある。
この時に小銃など総重量30kgの荷物を背負いながら、真夏の富士山麓を100キロ歩き続ける訓練を完遂し、「この訓練が人生で一番きつかった。これに比べればたいしたことはない」と人生の糧になったことを語っている。後に板垣の強い希望で、この訓練は自伝として漫画化された（後述）。
その後、B型肝炎を患って自衛隊を除隊し1年近い入院生活を送った後、職を転々としながらの生活を送っていた。

### 漫画家デビュー
1987年、格闘技と並ぶ少年時代からの趣味だったイラストの腕を生かし漫画家として身を立てようと、小池一夫主催の「劇画村塾」に入塾（東京第6期生）。小池原作の漫画『傷追い人』の主人公・茨木圭介と自身の妻・惠子の名前からペンネームを取って「板垣恵介」とし、1989年『メイキャッパー』でデビュー。
1991年、『週刊少年チャンピオン』に『グラップラー刃牙』の連載を開始。その後シリーズ第2部『バキ』、第3部『範馬刃牙』、第4部『刃牙道』、第5部『バキ道』を経て、『週刊少年チャンピオン』2023年39号より第6部『刃牙らへん』を連載している。
東京都府中市在住。2014年に市制60周年を迎えた府中市の「武蔵国 府中大使」に任命された。事業の一環として原動機付自転車のナンバープレートが製作され、そのデザインに『刃牙道』が採用された。

## 作風
- 代表作である『グラップラー刃牙』シリーズや『餓狼伝』のような、格闘漫画の分野において高い人気を誇っている。
- 絵柄に関しては池上遼一、谷口ジロー、鳥山明の影響を受けていると語っている[7]。また、女性の描き方はおおた慶文の影響が強いとのこと[8]。
- 作画時にボディビルの雑誌を参考にしているため、筋肉を緻密にかつ誇張して描く傾向が強い。これについては「ボディビルダーがあれだけ肉体美を持ちながら鑑賞のみにとどまっているのがもったいなく、自身の漫画の中では願望として格闘家の肉体もボディビルダー的に描いている」という旨の発言をしている[9]。また、板垣の作業机最下段の資料棚には、人体解剖学や医学の専門書が常備されているという。
- キャラクターは手を肘より先、足は脛より先を長く描くことを意識している。そうすることにより動きが速そうに見え、立ってるだけでスピード感のある絵になるという[10]。また、キャラクター同士が対峙し、にらみ合うなどの緊迫した場面で、背景が歪む描写は自分が初めて行ったと主張している[11]。
- まず原稿用紙のコマ割りを決めた後、コマを個別に切り離して一コマ単位で描き上げ、作業終了後それらを貼り合わせてページを作るという独特の手法で作品を制作している。これは、大勢のスタッフが手分けして作業できるよう編み出された工夫であるという。緊急時には一コマを複数に切り分けて作業分担する。
- 登場するサブキャラクターに多くの尺を割き、丁寧に（主に格闘技の試合などを）描写しているのも特徴である。これは自身が読んでいた作品が、主人公以外の闘いは大幅に省略されていることに不満を持ったのが発端で、「『あしたのジョー』で力石とカーロス・リベラが闘ったらどうなるのか?」といったものを表現したかったと語る[12]。その影響で主人公が長い間登場しなかったり、狂言回し的な役割に徹することも少なくない。
- ムエタイ、柔道といった一般的に「強い」といわれる格闘技の選手をかませ犬的に描写することが多い。これについて「強いとされている格闘技をあえて重要な斬られ役にすることで、キャラクターの強さを印象付けるため」と語っている[13]。
- 多くの格闘家、武道家と親交があり、自身の作品の中にもそれらが原型となった登場人物が多数登場している。島田道男の項目も参照。
- 勢いに任せた作風に見えるが、勝敗などの部分はあらかじめ決めているとのこと。『グラップラー刃牙』の最大トーナメント編も、全試合の勝敗は決めていたが、「花山対克巳戦は、描いている途中で勝敗が変わりそうになった」と語っている。
- 時おり描写される極端な強さの表現などが、ギャグと捉えられることがある。板垣自身も「漫☆画太郎から同業者と呼ばれた」「ネットでは『刃牙は格闘技漫画の名を借りたギャグ漫画』と書かれている」と認めている。あまりに凄すぎる事柄に対しては「笑っちゃう様な」と言われる場合があるため、板垣自身もそうした表現を目指してるという[14]。
- 週刊少年チャンピオン連載の『浦安鉄筋家族』では、刃牙のパロディキャラクターが登場したりと、刃牙のネタが多用されている。板垣は『あっぱれ!浦安鉄筋家族』2巻にて「浜岡賢次さんほど板垣恵介とバキシリーズを理解してくれている人はいない」とコメントしている。

## 作品リスト

### 連載作品
- メイキャッパー
  - 『ヤング・シュート』（1989年7月号 - 1991年3月号）
  - 『コミック・シュート』（1991年4月号 - 1991年9月号）

デビュー作。1989年7月号掲載分は読切。
- グラップラー刃牙 - 『週刊少年チャンピオン』（1991年43号 - 1999年29号）
- グラップラー刃牙外伝 - 『週刊少年チャンピオン』（1999年30号 - 1999年42号）
- バキ - 『週刊少年チャンピオン』（1999年43号 - 2005年52号）
- バキ特別編 SAGA［性］ - 『ヤングチャンピオン』（2002年12号 - 2002年15号）
- バキ外伝 疵面、作画：山内雪奈生 
  - 『チャンピオンRED』（2005年3月号 - 2007年12月号）
  - 『週刊少年チャンピオン』（2009年7号 - 2009年15号）
  - 『別冊少年チャンピオン』（2014年11月号 - ）
- バキ外伝 創面 - 『別冊少年チャンピオン』（2012年7月号 - ）、作画：山内雪奈生
- バキ外伝 拳刃 - 『チャンピオンRED』（2013年8月号 - ）（原作・構成。原作協力：浦秀光、作画：宮谷拳豪）
- 範馬刃牙 - 『週刊少年チャンピオン』（2006年1号 - 2012年38号）
- ピクル - 『週刊少年チャンピオン』（2007年35号 - 2007年42号）
- 餓狼伝【未完】、原作：夢枕獏
  - 『コミックバーズ』（1996年8月号 - 1999年5月号）
  - 『ヤングマガジンアッパーズ』（1999年15号 - 2003年24号、2004年17号 - 2004年21号）
  - 『イブニング』（2005年5号 - 2010年21号）
- 餓狼伝BOY - 『週刊少年マガジン』（2004年7号 - 2004年32号）、原作：夢枕獏
- オルビム - 『チャンピオンRED』（2007年3月号 - 2007年7月号）（第2話まで監修。原作：かさはら倫尚、漫画：井上元伸）
- どげせん - 『週刊漫画ゴラク』（2010年11月19日号 - 2011年10月21日号）（企画、全面協力。作・画：RIN）
- 濁ジョータロー - 『プレイコミック』（2011年10月号 - [15]）、作画：叶精作
- 謝男 シャーマン - 『週刊漫画ゴラク』（2011年12月30日号 - 不定期連載中）
- 刃牙道 - 『週刊少年チャンピオン』（2014年16号 - 2018年19号）
- バキ道 - 『週刊少年チャンピオン』（2018年45号[16] - 2023年29号[17]）
- 刃牙らへん - 『週刊少年チャンピオン』（2023年39号[4] - 連載中）

### 読切作品
- グラップラーアギトー ※デビュー前の習作。スタジオシップ版『メイキャッパー』3巻に収録。
- 化粧師－メイカー－ - 『週刊少年チャンピオン』（1994年3+4号）※『グラップラー刃牙』13巻に収録。
- 蹴人シュート - 『コミック格闘王』vol.1（1994年10月25日号）※ 闘人烈伝（編集：夢枕獏）に収録。
- マリア - 『ビッグコミックスピリッツ』（1996年25号）
- メイカー
  - 『ヤングサンデー』（1997年1号、1997年2+3号）※ 秋田書店版『メイキャッパー』3巻に収録。
  - 『ヤングサンデー』（1997年35号、1997年36+37号）
  - 『ヤングサンデー』（1998年38号）
- 習志野第一空挺団シリーズ　※ 『自伝板垣恵介自衛隊秘録 ～我が青春の習志野第一空挺団～』（ISBN 978-4-253-29003-6）で単行本化。
  - 200000歩2夜3日 - 『ヤングチャンピオン』（1998年8号）
  - 340メートル60秒 - 『ヤングチャンピオン』（1999年1号）
  - 210日900m/m以上？ - 『週刊少年チャンピオン』（2022年40号[18]、41号[19]）
  - 70分600cc以上？ - 『週刊少年チャンピオン』（2022年47号[20]）
- バキ道外伝 やっぱり猪狩完至は永遠だよネ！- 『週刊少年チャンピオン』（2022年48号[21]）

## メディア出演
テレビ
- 堂本剛の正直しんどい（新OP制作コラボ）
- 週刊少年「板垣恵介」（ 2003年8月5日、フジテレビ721）[22]
- 脳内ドキュメンタリー　考える人（2013年9月9日、NHK札幌放送局）
- さんまの転職DE天職2（2014年4月21日、日本テレビ）[23]
- 漫道コバヤシ（2015年10月30日[24][25]・11月16日[26]、フジテレビONE）
- ナカイの窓（2016年10月19日、日本テレビ）[27]
- 板垣恵介が行く！最強道場（2021年3月21日、BS-TBS）[28]
- 川島・山内のマンガ沼（2021年9月25日・10月2日、読売テレビ（10月1日・7日、日本テレビ））
- お笑いの日2021「お笑いミクスチャーフェス」（2021年10月2日、TBSテレビ） - バカリズムとコラボ[29]
- 謎解き戦士!ガリベンガーV（2023年11月9日・16日、テレビ朝日）
- 開運!なんでも鑑定団（2025年1月21日、テレビ東京）
- サクサクヒムヒム ☆推しの降る夜☆（2025年8月9日、日本テレビ）[30]
- X年後の関係者たち〜あのムーブメントの舞台裏〜（2025年8月14日、BS-TBS）

ラジオ
- キャイ〜ンのおのれっ、この・・・傾奇者がぁ〜!!（2014年1月20日、TBSラジオ）

webテレビ
- 宇宙一せまい授業!（2007年11月18日・25日、あっ!とおどろく放送局）

その他
- グラップラー刃牙（原作者ナレーターで特別出演）
- OVA版グラップラー刃牙（選手A）
- 読売ジャイアンツ対千葉ロッテマリーンズのオープン戦始球式（2022年3月18日、東京ドーム[31]）

## 著書
- 板垣恵介の格闘士［グラップラー］列伝（徳間書店、1999年12月31日、ISBN 4-19-861112-2 ）
- 板垣恵介の激闘達人烈伝（徳間書店、2005年12月、ISBN 978-4198923457）
- 宇宙一せまい授業!（北本かつらと共著）（東邦出版、2008年5月16日）
- 檄!（マガジンハウス、2013年5月23日、ISBN 978-4838724727）
- 裏最強土下座（幻冬舎、2013年9月26日、ISBN 978-4344024564）

## イラスト
- 新説　ストリートファイター列伝（月刊ゲーメスト9月号増刊『ストリートファイターIIダッシュ』、新声社、1992年9月30日発行。） バイソン、リュウ
- 獅子の門シリーズ（夢枕獏、光文社）表紙・本文イラスト
- 餓鬼レンジャー「ラップ・グラップラー餓鬼」（2002年5月22日）ジャケットイラスト
- 史上最強の哲学入門 （飲茶著、マガジン・マガジン、2010年4月 ISBN 978-4896447323） 表紙イラスト
- ソニー・コンピュータエンタテインメント年の瀬のPlayStation祭り　アントニオ猪木・橋本真也イラスト
- カイジ500回記念 祝福イラスト&コメント（『週刊ヤングマガジン』2011年35号、36頁。）
- SHOW-YA「GENUINE DIAMOND」（2012年3月7日）特典イラストポスター[32]
- 『罪と罰』第3巻 （漫F画太郎、原作ドストエフスキー、新潮社、2012年10月 ISBN 978-4107716828） 表紙イラスト[33]
- 「スポーツ祭東京2013」国体卓球競技イラスト[34][35]
- 「献血しよう！2013 in TOKYO」キャンペーン用カレンダー[36]
- ビッグコミック創刊45周年＆ゴルゴ13生誕45周年記念企画　私が描くデューク東郷（『ビッグコミック』2013年11月25日号、3頁。）
- 大戦乱!!三国志バトル（五虎大将軍 趙雲[37]、呂布）
- チェインクロニクル ～絆の新大陸～（範馬刃牙[38]）※期間限定コラボ
- 語!白浜の昇竜伝。～ぼくの覚えた太極そのイチ～（2014年11月23 - 24日、座・高円寺2）チラシ・ポスター作画[39]
- ポッカサッポロ がぶ飲み『パネェ日本昔話』キャンペーン用イラスト[40]
- プリズナートレーニング  圧倒的な強さを手に入れる究極の自重筋トレ（ポール・ウェイド著、山田雅久訳、CCCメディアハウス、2017年7月 ISBN 978-4-484-17106-7） 表紙イラスト
- RIZIN FIGHTING WORLD GRAND-PRIX 2017 バンタム級トーナメント&女子スーパーアトム級トーナメント 2nd ROUND/Final ROUND(2017年12月29日・31日、さいたまスーパーアリーナ)  ポスター用イラスト[41]
- プリズナートレーニング　超絶!! グリップ＆関節編　永遠の強さを手に入れる最凶の自重筋トレ（ポール・ウェイド著、山田雅久訳、CCCメディアハウス、2018年3月27日 ISBN 978-4-484-18105-9） 表紙イラスト
- ダウンタウンDX 放送開始25周年記念（2018年11月）コラボイラスト[42]
- ピップマグネループMAX『刃牙』プロモーション（2021年3月、ピップ） - プロモーション用オリジナルキャラクターイラスト[43]
- 東京2020パラリンピック公式プログラム（2021年8月、KADOKAWA） - テコンドーのイラストを描きおろし[44]

## コラム
- 読書日記（『日本経済新聞夕刊』、2013年12月4日、11日、18日、25日）

## デザイン
- 原付きバイク用ナンバープレート（東京都府中市）　2014年7月28日から限定600枚で交付開始予定。[35][45][46]

## 関連人物
- 富沢ひとし（元アシスタント）
- 井上元伸（元アシスタント）
- 三枝誠（自衛隊時代の同期）
- 笠原倫（少年チャンピオンの同期）
- 塩田剛三
- マッスル北村
- 島袋光年
- 板垣巴留（実娘[47]）